# Al-Mu'tadid Ier
Pour les articles homonymes, voir Al-Mutadid.
Abû al-Fath Abû Bakr al-Mu`tadid bi-llah ou Al-Mu'tadid Ier (? -1362) est un calife abbasside au Caire il succède à son frère Al-Hâkim II en 1352 et est suivi par son fils Al-Mutawakkil Ier en 1362.
Son règne est sous la tutelle des sultans mamelouks bahrites
- As-Sâlih Salâh ad-Dîn Sâlih jusqu'en 1354
- An-Nâsir al-Hasan jusqu'en 1361
- Al-Mansûr Salâh ad-Dîn Muhammad jusqu'à sa mort en 1362.